# Lightstorm Entertainment
Lightstorm Entertainment, Inc. ist eine US-amerikanische Filmproduktionsgesellschaft. Zum Unternehmen gehört auch das Musiklabel Lightstorm Music. Die Mehrheit der vom Unternehmen produzierten Filme wurden über 20th Century Fox verliehen.

## Geschichte
Das Unternehmen wurde 1990 von James Cameron und Larry Kasanoff im kalifornischen Burbank gegründet. Die erste Filmproduktion des Studios war Terminator 2 – Tag der Abrechnung.
Das Studio schloss im April 1992 einen Produktionsvertrag mit der 20th Century Fox sowie vier weiteren internationalen Partnern über insgesamt 500 Mio. US-Dollar ab. Kasanoff verließ Lightstorm bereits im Juni 1993 nach Differenzen mit Cameron über die weitere Ausrichtung des Unternehmens. Seine Nachfolgerin wurde Rae Sanchini.
Im Dezember 1995 wurde ein exklusiver First-Look-Deal mit der 20th Century Fox bekanntgegeben. Im April des Jahres 2000 fusionierte Jon Landau sein Produktionsunternehmen Blue Horizon mit Lightstorm Entertainment und übernahm die Rolle des COO. Ein Jahr später wurde der First-Look-Deal mit Fox um weitere fünf Jahre verlängert.
1997 hatte das Studio einen großen Erfolg mit Camerons Film Titanic, der weltweit über 1,8 Mrd. US-Dollar einspielte und elf Oscars gewann. 2009 konnten Cameron und Lightstorm das Ergebnis mit dem Science-Fiction-Film Avatar – Aufbruch nach Pandora noch übertreffen, der weltweit über 2,78 Milliarden US-Dollar einspielte und bis zum Jahr 2019 und wieder seit 2021 der erfolgreichste Film weltweit nach Einspielergebnis ist.
Danach fokussierte sich Lightstorm Entertainment auf die Produktion der Fortsetzungen Avatar: The Way of Water, Avatar: Fire and Ash, Avatar 4 und Avatar 5 sowie der Verfilmung des Mangas Battle Angel Alita.
Im Juli 2024 verstarb der langjährige COO des Unternehmens, John Landau.

## Produktionen (Auswahl)
- 1991: Terminator 2 – Tag der Abrechnung (Terminator 2: Judgment Day)
- 1993: Abyss – Abgrund des Todes (The Abyss; DVD Special Edition)
- 1994: True Lies – Wahre Lügen (True Lies)
- 1995: Strange Days
- 1996: T2 3-D: Battle Across Time (Kurzfilm)
- 1997: Titanic
- 2002: Solaris
- 2009: Avatar – Aufbruch nach Pandora (Avatar)
- 2015: Beyond Glory
- 2019: Alita: Battle Angel
- 2022: Avatar: The Way of Water